# جایزه بزرگ ایتالیا ۱۹۷۷
جایزه بزرگ ایتالیا ۱۹۷۷ (انگلیسی: ‎1977 Italian Grand Prix‎) یک مسابقهٔ موتوری در رشتهٔ اتومبیل‌رانی فرمول یک بود که در تاریخ ۱۱ سپتامبر ۱۹۷۷ در پیست ناتزیوناله مونتزا واقع در مونتزا، لمباردی، ایتالیا برگزار شد. این گراند پری در میان ۱۷ گراند پری در فصل ۱۹۷۷، مسابقهٔ شمارهٔ ۱۴ بود.
در این مسابقه که در ۵۲ دور و به مسافت ۳۰۱٫۶ کیلومتر (۱۸۷٫۴۰۶ مایل) برگزار شد، پول پوزیشن توسط جیمز هانت کسب شد و سریع‌ترین زمان برای طی یک دور پیست که برابر با ۱:۳۹٫۱۰ بود نیز توسط ماریو اندرتی به ثبت رسید.
ماریو اندرتی از تیم لوتوس-فورد، نیکی لائودا از تیم فراری و آلن جونز از تیم شدو-فورد به‌ترتیب مقام‌های اول تا سوم مسابقه را کسب کردند.

## رده‌بندی قهرمانی پس از مسابقه
| جایگاه | راننده        | امتیاز |
| ------ | ------------- | ------ |
| ۱      | نیکی لائودا   | ۶۹     |
| ۲      | جودی شکتر     | ۴۲     |
| ۳      | ماریو اندرتی  | ۴۱     |
| ۴      | کارلوس روتمان | ۳۵     |
| ۵      | جیمز هانت     | ۲۲     |
| منبع:  |               |        |

| جایگاه | سازنده            | امتیاز  |
| ------ | ----------------- | ------- |
| ۱      | فراری             | ۸۶ (۸۸) |
| ۲      | لوتوس-فورد        | ۵۶      |
| ۳      | ولف-فورد          | ۴۲      |
| ۴      | مک‌لارن-فورد       | ۳۸      |
| ۵      | برابام-آلفا رومئو | ۲۷      |
| منبع:  |                   |         |

یادداشت
- تنها پنج جایگاه نخست از هر رده‌بندی نمایش داده شده است.